# Gereformeerde Kerken vrijgemaakt
De Gereformeerde Kerken in Nederland met de toevoeging (vrijgemaakt), ook wel de Gereformeerde Kerken vrijgemaakt (GKv) genoemd, vormden tot en met 30 april 2023 een Nederlands kerkgenootschap binnen het gereformeerd protestantisme. Het kerkgenootschap ontstond door de zogeheten Vrijmaking in 1944 uit de Gereformeerde Kerken in Nederland. Bij dit schisma speelde Klaas Schilder een grote rol. Op 1 mei 2023 fuseerde de kerk met de Nederlands Gereformeerde Kerken tot de Nederlandse Gereformeerde Kerken.

## Geschiedenis
De voorgeschiedenis van de Vrijmaking in 1944 valt samen met de theologische arbeid van de hoogleraar van Kampen Klaas Schilder (1890-1952). Schilder had kritiek op leerstellingen van Abraham Kuyper. Aanleiding voor de scheuring was het bindend verklaren van uitspraken van de Synode Sneek-Utrecht (1942). Dit was in strijd met artikel 31 (de mogelijkheid van beroep) van de Dordtse Kerkorde. Omdat Schilder zich opwierp als bestrijder van de synodale besluiten werd hij geschorst en later afgezet als hoogleraar en als emeritus predikant van Rotterdam-Delfshaven. Om dezelfde reden werd ook diens collega hoogleraar Saekle Greijdanus geschorst.
Op 11 augustus 1944 kwam men bijeen in de grote Vrijmakingsvergadering in de Evangelisch-Lutherse Kerk aan de Burgwal in Den Haag. Hier werd de Acte van Vrijmaking en Wederkeer door Schilder voorgelezen en gecrediteerd. De Acte werd ondertekend door predikanten en kerkenraden die verklaarden de synodebesluiten "niet voor vast en bondig te houden". Ongeveer 50 kerken waren bij de vrijmaking betrokken en er volgden er spoedig meer.
Omdat de kerken die zich afgescheiden vonden dat zij de wettige voortzetting waren van de Gereformeerde Kerken in Nederland bleven zij deze naam voeren. Ter onderscheiding voegde het nieuwe kerkverband tussen haakjes "(onderhoudende artikel 31 DKO)" aan de naam toe. Zo kwam de naam "artikel 31-ers"in gebruik. Het bijvoeglijk naamwoord ‘vrijgemaakt’, is ontleend aan de Acte van vrijmaking of wederkeer, het document dat aan de basis lag van de afsplitsing in 1944. Later is het kerkgenootschap bekend geworden als de Gereformeerde Kerken Vrijgemaakt.
Er kwam een nieuwe Theologische hogeschool in Kampen waar Greydanus en Schilder doceerden. In 1945 werden benoemd tot docent de predikanten P. Deddens, B. Holwerda, C. Veenhof. De theologische universiteit van de vrijgemaakten in Kampen werd aangeduid als de Theologische Universiteit Kampen (Broederweg).
Nadat in 1944 de GKv waren ontstaan kon in juni 1945 De Reformatie weer verschijnen. Na het overlijden van Schilder was de redactie van het blad De Reformatie in handen van o.a. de hoogleraren D. Deddens, H.J. Jager en C. Veenhof, J. Kamphuis en de predikant H. Knoop. 

#### Theologische positie
De vrijgemaakten stonden pal voor de gereformeerde belijdenis, maar in de richting van de bevindelijk-gereformeerden maakten zij het verwijt van "valse mystiek" en "gebrek aan het rechte zicht op Gods verbond". Ds. D. van Dijk toonde zich een felle tegenstander van kenmerkenprediking of onderscheidenlijke (separerende) prediking. Volgens hem een erfenis van predikanten en voorgangers uit de tijd van de Afscheiding. Deze 'piëtistische prediking' riep voortdurend op tot zelfonderzoek en leidde tot twijfel en onzekerheid over het heil. De vastheid ligt in Gods verbond en beloften en die zijn voor alle gelovigen met hun zaad. Bevindelijk-gereformeerden verweerden zich en verweten de vrijgemaakten verbondsmethodisme. Kind van het verbond door de doop wil nog niet zeggen dat alle beloften van God daadwerkelijk zijn toegepast, stelden zij. Van Dijk bleef echter bij zijn standpunt. Volgens hem zegt God tegen elke dopeling: "Gij zijt mijn kind". Het gaat om de geloofsgehoorzaamheid van de mens.
Schilder voelde zich verbonden aan de Afscheiding van 1834 en nam het vraagstuk van de kerk naar artikel 28 van de Nederlandse Geloofsbelijdenis serieus. Schilder vond dat de verschillende gereformeerde gezindten samen behoren te gaan op grond van het bevel van Christus in Johannes 17, mits passend binnen de band Drie formulieren van Enigheid. Persoonlijke voorkeuren en sfeerverschillen zijn van ondergeschikt belang. Schilder waarschuwde voor de in zijn ogen valse tegenstelling, die veelal wordt gemaakt, tussen de kerk in de hemel en de kerk op aarde. Alle idealen en verlangens met betrekking tot de kerk worden getransporteerd naar de toekomst van Christus. De toestand van de kerk hier beneden in het heden wordt van weinig waarde geacht. Schilder wees erop dat de kerk het lichaam van Christus is en alles bevat: hemel en aarde, levenden en doden en hen die nog geboren moeten worden. Wie over de kerk spreken wil, moet dit doen vanuit het oogpunt van de eenheid van het lichaam van Christus. Vanuit dit standpunt ontwikkelde Schilder een idealistische beschouwing op de kerkelijke gemeente.
Vrijgemaakte zuil
De vrijgemaakten isoleerden zich aanvankelijk van andere gereformeerde kerken. Dit isolement en het oprichten van allerlei eigen organisaties (politieke partij, krant en scholen) ging zo ver dat dit leidde tot een eigen vrijgemaakte zuil. Lange tijd was het lidmaatschap van het Gereformeerd Politiek Verbond (GPV) voorbehouden aan leden van de Gereformeerde Kerken vrijgemaakt. In 1992 werd het toelatingsbeleid van het GPV ruimer en in 2000 vond een fusie plaats met de Reformatorische Politieke Federatie (RPF) tot de ChristenUnie.
Als spreekbuis van de kerk gold lange tijd het Nederlands Dagblad. Dit was opgericht in 1944 als half illegaal blad onder de naam Reformatie Stemmen. Na de oorlog werd het een weekblad onder de titel De vrije kerk, vanaf 1948 het Gereformeerd gezinsblad. In 1959 werd dit een dagblad, sinds eind 1967 onder de naam Nederlands Dagblad. Tot 1974 was Piet Jongeling redacteur. Jongeling was ook jarenlang voorman van het GPV en schrijver van kinderboeken. De band met de Gereformeerde Kerken vrijgemaakt, in de zin dat redacteuren belijdend lid moesten zijn van een van die kerken, werd in 1992 losgelaten.
Er ontstonden tussen de 100 en 150 scholen met een van origine gereformeerd-vrijgemaakte signatuur, dat wil zeggen verbonden aan de Gereformeerde Kerken vrijgemaakt. Later werden deze scholen doorgaans ook opengesteld voor niet-vrijgemaakten. Het ging om met name basisscholen (124) speciale scholen (4) scholen voor voortgezet onderwijs (4) en een school voor speciaal voortgezet onderwijs. Scholen met een oorspronkelijke vrijgemaakte signatuur zijn: het Gomarus College, het Greijdanus, de GSG Guido de Brès en de GSR.
In alle universiteitssteden (met uitzondering van Amsterdam, Maastricht en Eindhoven) zijn studentenverenigingen die van origine een gereformeerd-vrijgemaakte signatuur hebben. Deze van oudsher vrijgemaakte verenigingen zijn verenigd in de VGS-Nederland. Rond 1970 begonnen er ook verschillende HBO studenten verenigingen te ontstaan. Deze zijn verenigd in de HBO Landelijk Overkoepelend Overleg orGaan.
De vrijgemaakt-gereformeerden richtte ook een eigen vakbond op het Gereformeerd Maatschappelijk Verbond (nu CGMV).

Vanaf 1968 was er een Gereformeerde Omroepvereniging (GOV) die namens de vrijgemaakten landelijke zendtijd nastreefde. Sommige predikanten werkten mee aan programma’s van de Evangelische Omroep (EO). 

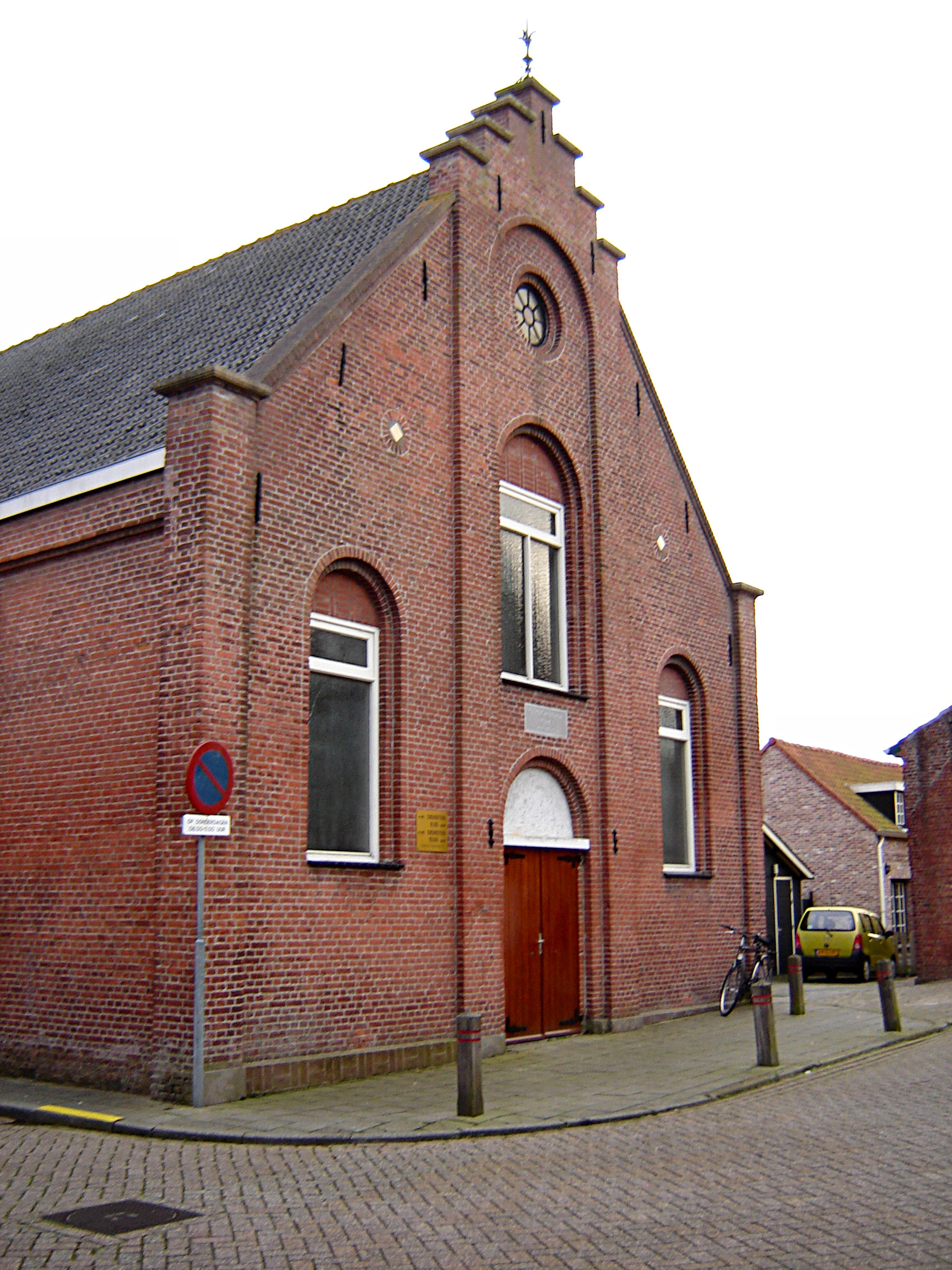
Gereformeerde Kerk vrijgemaakt, Hoek

 In het buitenland ontstond de De Vrye Gereformeerde Kerke in Suid-Afrika opgericht door Nederlandse emigranten, afkomstig uit de Gereformeerde Kerken vrijgemaakt. Dit kerkverband heeft vijf gemeenten met in totaal circa 1200 leden. Momenteel zijn vijf predikanten en vier zendelingen in actieve dienst. Omdat het kerkverband klein is, worden er geen classisvergaderingen gehouden, maar komen de kerken elke twee jaar in een synode bijeen. Door zendingsactiviteiten zijn op Nieuw-Guinea verschillende zendingskerken ontstaan. Deze werken samen als Gereja-Gereja Reformasi di Indonesia Papua, een kerkverband met circa 8.000 leden. De Evangelisch-reformierte Kirche Westminster Bekenntnisses in Oostenrijk werd gesteund door de Gereformeerde Kerken vrijgemaakt.

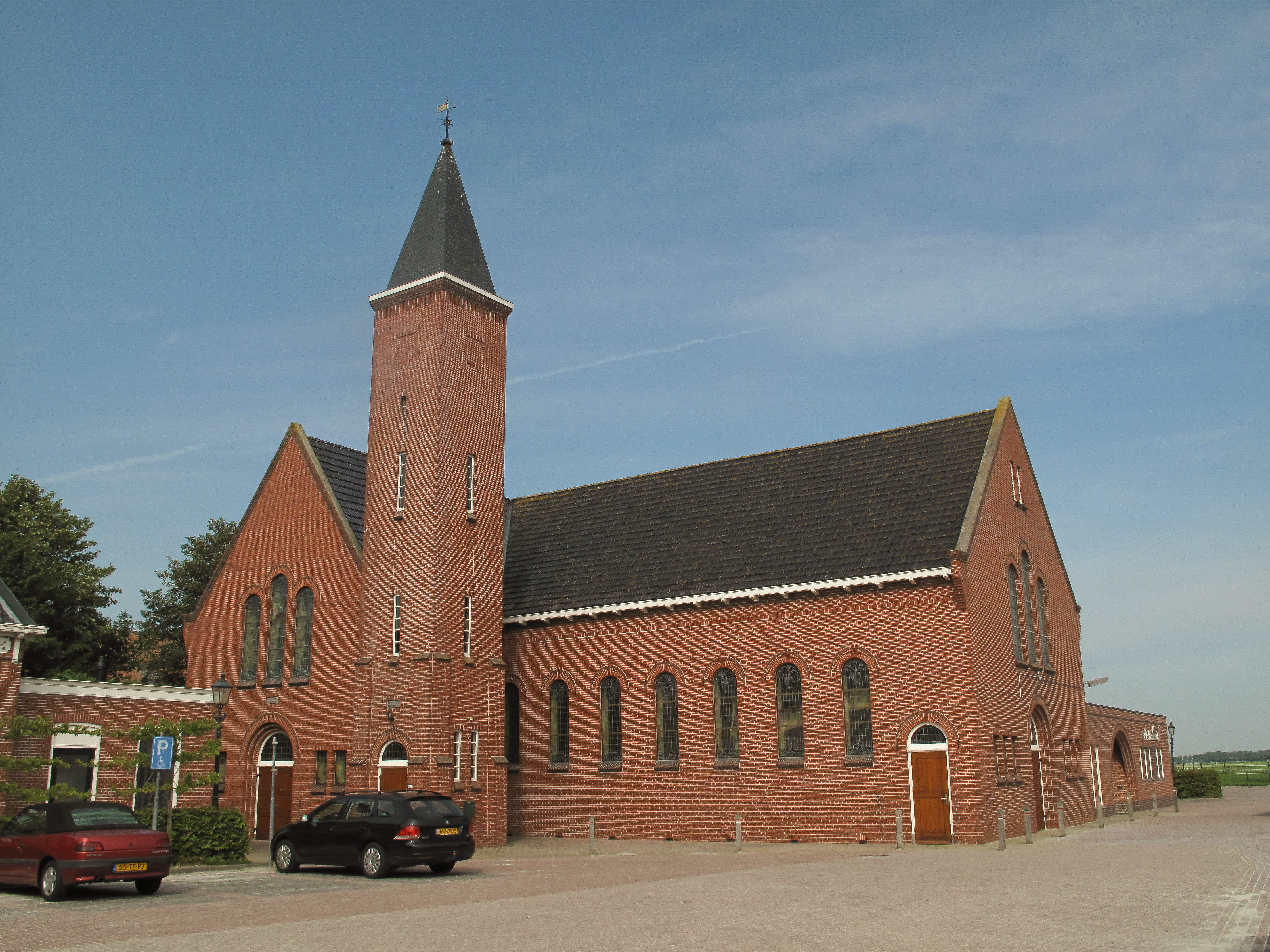
Gereformeerde Kerk vrijgemaakt Enumatil

## Periode vanaf 1965
Geleidelijk begon zich een richtingenstrijd af te tekenen tussen een meer strikt-dogmatische stroming en een vrijere stroming die minder gebonden wilde zijn aan de Drie Formulieren van Enigheid. Deze laatste groep positioneerde zich rondom het blad Opbouw. De verdere ontwikkeling van deze stromingen zouden in 1967 leidden tot een kerkscheuring waardoor de Nederlands Gereformeerde Kerken ontstonden. De directe aanleiding voor het ontstaan van dit laatste kerkverband was dat gemeenteleden, predikanten en zelfs hele gemeenten uit het kerkverband werden gezet. 

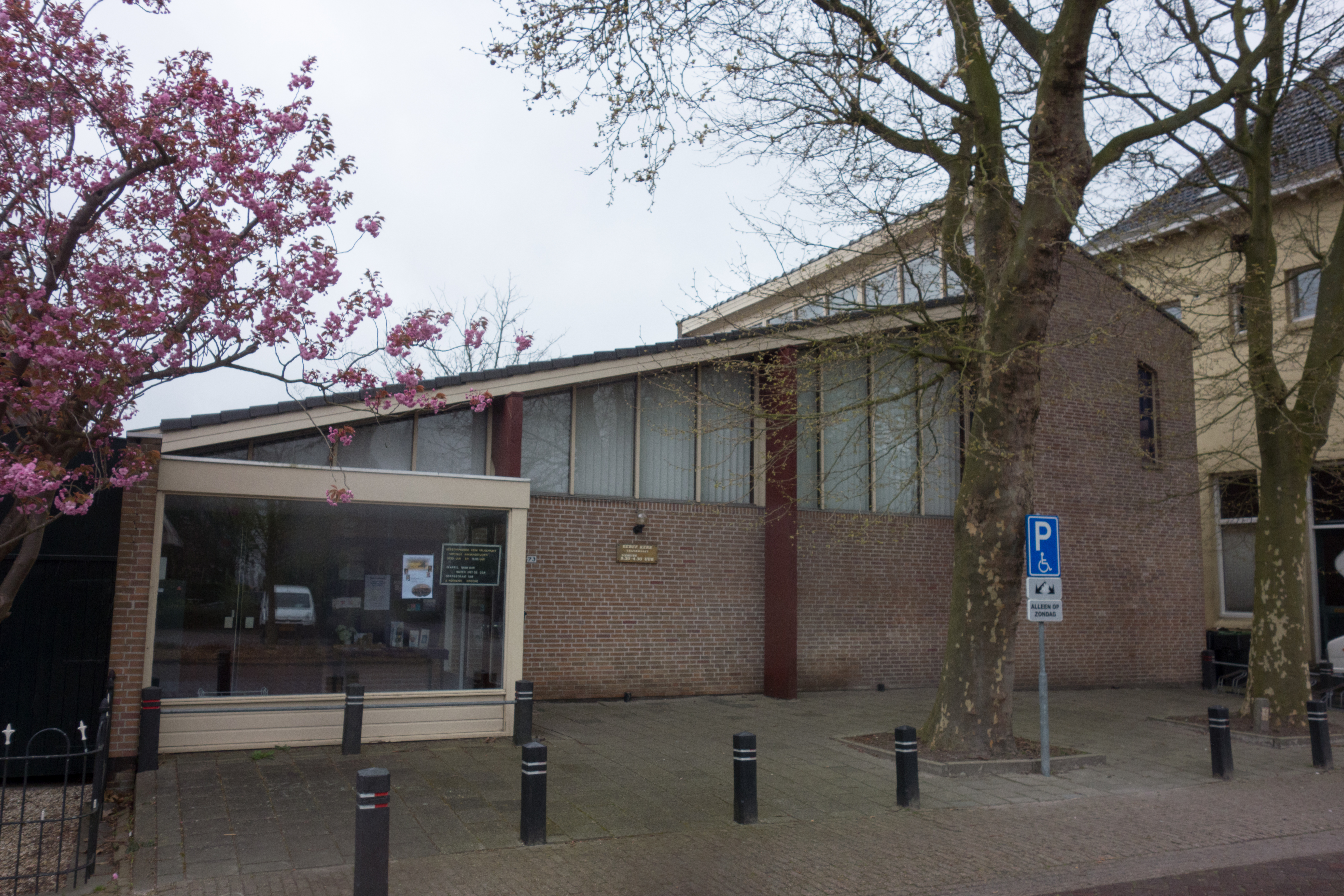
Gereformeerde Kerk vrijgemaakt, Broek op Langedijk

In de laatste decennia van de twintigste eeuw gaven de vrijgemaakten de zuil meer de vrije hand. De synode van Heemse sprak in 1985 unaniem uit: …de kerk in Nederland en daarbuiten heeft zich nooit in zichzelf opgesloten in de gedachte dat buiten haar grenzen geen reformatorisch werk uit kracht van Gods genade zou zijn op te merken… (Acta van deze synode, bijlage B3, hoofdstuk II, artikel 3.5.5). Volgens Prof. C. Trimp is het nooit de bedoeling geweest de GKv te beschouwen als de enige ware gereformeerde kerk in Nederland, maar hadden zij wel de intentie "dat alle ware Christgelovigen één behoorden te zijn".
Vanaf de jaren 1990 zijn samenwerkingsgemeenten met de Christelijke Gereformeerde Kerken en met de Nederlands Gereformeerde Kerken tot stand gekomen. Op enkele plaatsen heeft dit geleid tot fusie van gemeenten. In Enkhuizen, Harlingen, Nijmegen, Sneek, Surhuisterveen, Veendam, Woerden, Doesburg en Stadskanaal zijn de CGK en GKv één geworden. In Zaandam en Zoetermeer bestaat een fusiegemeente van NGK en GKv. In Deventer, Hengelo en Lisse is een samenwerkingsgemeente ontstaan waarin de GKv met zowel de NGK als de CGK is gefuseerd tot één plaatselijke gemeente.
De eerste decennia van de 21e eeuw werd het kerkverband gekenmerkt door meer verscheidenheid en een progressieve richting. Ook kwam het kerkverband onder invloed te staan van de evangelische beweging. De progressieven omarmden ruimere theologische opvattingen ten aanzien van onderwerpen als de vrouw in het ambt, schepping door evolutie en acceptatie van homoseksuele relaties in liefde en trouw. Theologen droegen bij aan een andere manier van lezen van de Bijbel (hermeneutiek). Uitgangspunt is dat zij van mening zijn dat de Bijbel de cultuur min of meer voor lief neemt (zoals de onderdrukte positie van de vrouw). Het gaat erom binnen de cultuur die veranderlijk is de diepere waarden van het christelijk geloof vorm te geven.
In juni 2017 besloot de synode van Meppel dat de ambten predikant, ouderling en diaken, voor vrouwen opengesteld zijn. Kort na de genomen besluiten waren er al meerdere vrouwelijke voorgangers beschikbaar om in de Gereformeerde Kerken vrijgemaakt zondags te preken. Het besluit opende de weg naar fusiebesprekingen met de Nederlands Gereformeerde Kerken, waar vrouwen al langer werden toegelaten tot het ambt. 
Keerzijde was dat het kerkverband in 2017 werd geschorst en in oktober 2022 definitief geroyeerd als lid van het International Conference of Reformed Churches (ICRC). Ook verschillende buitenlandse zusterkerken namen afstand van het kerkverband. 
Op veel plaatsen werd de tweede zondagse dienst niet meer gehouden waarmee ook de catechismusprediking in vrijwel het gehele kerkverband verdween.
Binnen de GKv vormde zich een front van bezwaarden die streden voor de traditionele standpunten. Een publicatie die inging op de problematiek is Het Woord in geding waaraan behalve auteurs afkomstig uit de Gereformeerde Kerken Vrijgemaakt (ds. H.J. Room, dr. R. te Velde, dr. B. van Egmond, ds. J. Wesseling, prof. dr. F. van der Pol) ook andere theologen hun visie gaven zoals prof. dr. H. van de Belt, predikant binnen de Protestantse Kerk Nederland en dr. G.A. van den Brink, verbonden aan de Hersteld Hervormde Kerk en docent filosofie en kerkgeschiedenis aan de TUA.

#### Kerkfusie
Per 1 oktober 2009 bestonden de Gereformeerde Kerken vrijgemaakt uit 277 gemeentes met in totaal 124.260 leden, 350 minder dan in 2008. Sinds 2003 nam het aantal leden jaarlijks af met enkele honderden per jaar. In 2015 verloor de kerk voor het tweede jaar op rij meer dan 1000 leden. De kerk verloor 1017 leden en daarmee kwam het ledental op een totaal van 119.406. De jaren daarna nam het ledental af tot 112.593 leden in 2020. 
Individueel stapten leden van de Gereformeerde Kerken vrijgemaakt over naar de Christelijke Gereformeerde Kerken, de Protestantse Kerk in Nederland en in een enkel geval ook naar de Hersteld Hervormde Kerk.  
Er zijn uit de Gereformeerde Kerken vrijgemaakt twee kleine kerkverbanden voortgekomen. In 2003 leidde verontrusting tot de oprichting van de Gereformeerde Kerken in Nederland (hersteld), ook wel de 'Nieuwe Vrijgemaakten' genoemd. In 2009 ontstond vanuit de vrijgemaakten en deze afsplitsing een nieuwe afsplitsing, de Gereformeerde Kerken Nederland (GKN). Prof. dr. F. van der Pol, emeritus hoogleraar kerkgeschiedenis aan de Theologische Universiteit Kampen sloot zich aan bij dit kerkverband.
Voor hen die binnen het kerkgenootschap bleven maar zich niet konden verenigen met de verschuivingen was de vraag wat men moest doen bij de kerkfusie van 1 mei 2023. Een aantal gemeenten zou (bijna) geheel afhaken. De 'Kerngroep bezinning GKv actief' werd opgericht om leden van de Gereformeerde Kerken vrijgemaakt toerusting en leiding te bieden. 
Op 1 mei 2023 hebben de Gereformeerde Kerken vrijgemaakt samen met de Nederlands Gereformeerde Kerken een nieuw kerkverband gevormd, de Nederlandse Gereformeerde Kerken. De nieuwe kerkorde die door dit laatste kerkverband is aangenomen weerspiegelt de veranderingen en geeft de plaatselijke gemeenten veel vrijheid daar in mee te gaan. Alle ambten zijn voor de vrouw opengesteld en in meerdere gemeenten is ruimte voor homoseksuele relaties. Er klinken stemmen om evenals in de PKN het kerkordelijk mogelijk te maken deze relaties een kerkelijke zegen te geven.

## Bekende leden
- Saekle Greijdanus (1871-1948), theoloog (hoogleraar)
- Douwe van Dijk (1887-1985) Geboren op 17 december 1887. Predikant in Knijp (1913), Uithuizen (1917), Groningen (1920). Emeritus 1 september 1960. Speelde een belangrijke rol bij de vrijmaking. Ds. Van Dijk was diverse malen praeses van de synode en vanaf 1944 president-curator van de Theologische Hogeschool te Kampen. Van zijn hand verschenen verschillende boeken. Ook heeft hij veel gepubliceerd in het blad De Reformatie.
- Karel van Spronsen (1897-1979), schrijver (vnl. onder het pseudoniem Rudolf van Reest), publicist, literator
- Klaas Schilder (1890-1952), theoloog (hoogleraar)
- Pieter Deddens (1891-1958), predikant, theoloog en kerkhistoricus (hoogleraar)
- Hermanus Knoop (1891-1974) Predikant, die de Vrijmakingsvergadering leidde op 11 augustus 1944 in Den Haag. Kort daarvoor zat ds. Knoop gevangen in concentratiekamp Dachau.[19][20]
- Benne Holwerda (1909-1952), theoloog (hoogleraar)
- Piet Jongeling (1909-1985), journalist, kinderboekenschrijver en politicus (GPV)
- Bart Verbrugh (1916-2003), scheikundige en politicus (GPV)
- Jaap Kamphuis (1921-2011), theoloog (hoogleraar)
- Detmer Deddens (1923-2009), predikant, theoloog en kerkhistoricus (hoogleraar)
- Jan van der Jagt (1924-2001), architect en politicus (GPV)
- Karel Deddens (1924-2005), predikant, theoloog en zendeling (hoogleraar)
- Prof. dr. C. Trimp (1926-2012)
- Gert Schutte (1939-2022), oud-politicus (GPV)

- Jakob van Bruggen (1936), theoloog (oud-hoogleraar)
- Gert Slings (1938), neerlandicus en publicist
- Jannes Munneke (1938), componist, dirigent en organist
- Lenze L. Bouwers (1940), dichter en kinderboekenschrijver
- Jurn de Vries (1940), journalist, theoloog en oud-politicus (GPV, ChristenUnie)
- Aad Kamsteeg (1940), journalist en opiniemaker
- Remmelt de Boer (1942), politicus (GPV, ChristenUnie)
- Hans Blokland (1943), econoom en politicus (Europarlementariër, GPV, ChristenUnie)
- Bert Groen (1945), ambtenaar en politicus (oud-burgemeester, GPV, ChristenUnie)
- Kars Veling (1948-2025), schooldirecteur en oud-politicus (GPV, ChristenUnie)
- Joop Alssema (1949), bedrijfsleider en politicus (burgemeester, GPV, ChristenUnie)
- Eimert van Middelkoop (1949), politicus (minister van Defensie, GPV, ChristenUnie)
- Roel Sikkema (1953), journalist en redacteur
- Melis van de Groep (1958), ambtenaar en politicus (burgemeester, GPV, ChristenUnie)
- George Harinck (1958), kerkhistoricus (hoogleraar)
- Bert Wiersema (1959), onderwijzer/leraar en schrijver van kinderboeken
- Ernst Cramer (1960), politicus (GPV, ChristenUnie)
- Arie Slob (1961), politicus (minister voor Basis- en Voortgezet Onderwijs en Media, GPV, ChristenUnie)
- Andries Heidema (1962), politicus (burgemeester, commissaris van de Koning, GPV, ChristenUnie)
- James Kennedy (1963), geschiedkundige (hoogleraar)
- Roel Kuiper (1962), politiek theoreticus (hoogleraar) en politicus (RPF, ChristenUnie)
- Henk Staghouwer (1962), politicus (minister van Landbouw, Natuur en Voedselkwaliteit, ChristenUnie)
- Harm Hoeve (1964), organist
- Jos Douma (1968), predikant, theoloog, auteur
- Gerben Dijksterhuis (1974), politicus (burgemeester, ChristenUnie)
- Carola Schouten (1977), politicus (vice-premier en minister van Landbouw, Natuur en Voedselkwaliteit, ChristenUnie)
- Tjitske Siderius (1981), politicus (SP, PvdA)
- Pearl Joan Jozefzoon (1985), Nederlandse zangeres
- Michel Mulder (1986), olympisch kampioen schaatsen
- Ronald Mulder (1986), schaatser
- Renze Klamer (1989), Nederlands radio- en televisiepresentator en verslaggever
- Anna van der Breggen (1990), olympisch kampioen wegwielrennen

### Ex-leden
- Wil Albeda (1925-2014), econoom, vakbondsbestuurder en politicus (overgestapt naar de Gereformeerde Kerken in Nederland, oud-hoogleraar, oud-minister, ARP, CDA)
- Ed Anker (1978), politicus (GPV, ChristenUnie) (overgestapt naar een evangelische kerk)
- Jochem Douma (1931-2020), theoloog (oud-hoogleraar) (overgestapt naar de Gereformeerde Kerken Nederland)
- Gretta Duisenberg (1942), politiek activiste (voorzitter initiatiefgroep Stop de Bezetting)
- Bob Goudzwaard (1934-2024), econoom en oud-politicus (ARP, CDA, EVP, Tweede Kamerlid)
- Johannes Hoorn (1949-2013), predikant (in 1985 afgezet door de Gereformeerde Kerk vrijgemaakt te Grootegast)

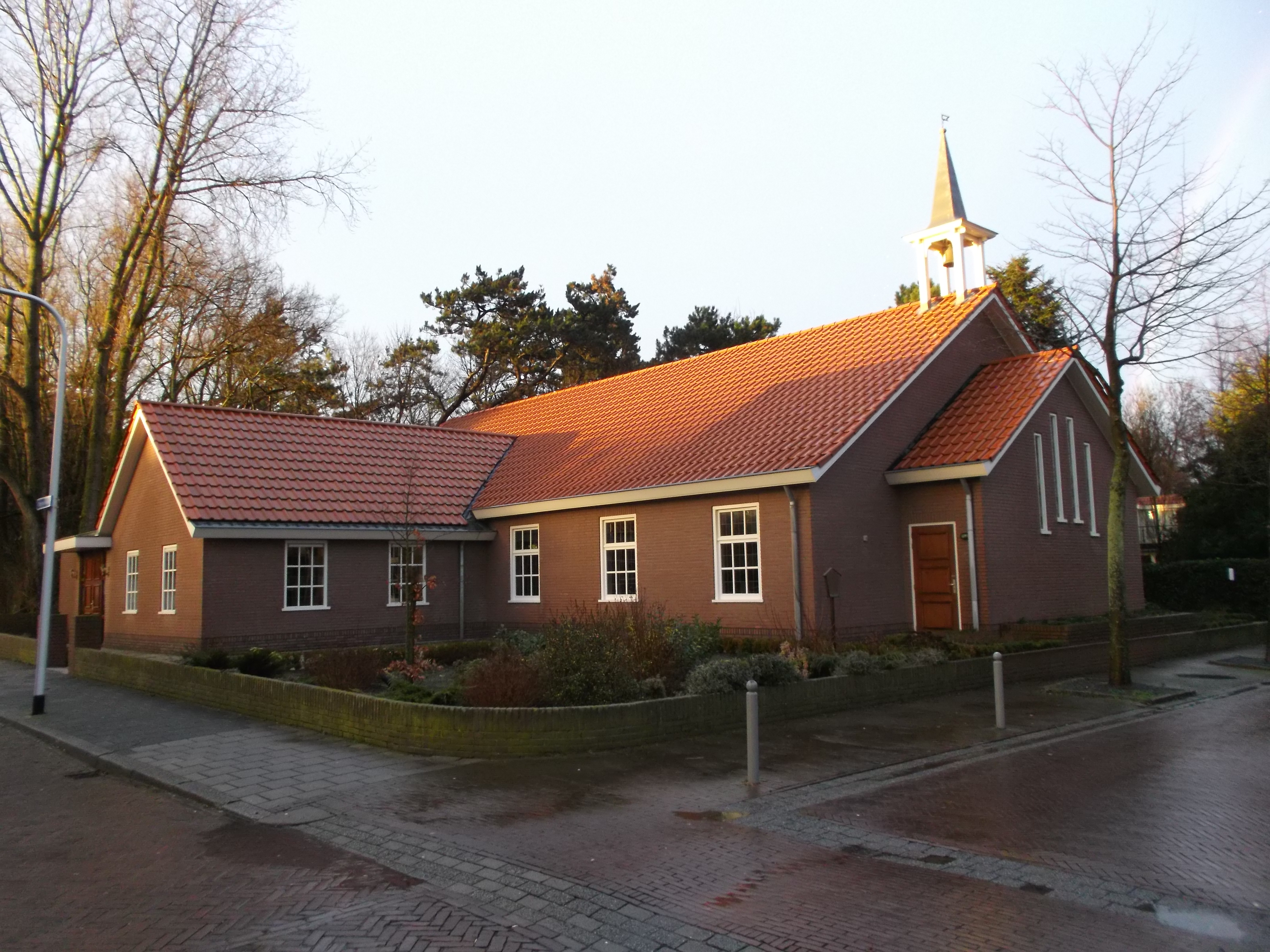
Gereformeerde Kerk vrijgemaakt Katwijk, januari 2014

- Joram van Klaveren (1979), politicus (PVV, VNL) (bekeerd tot de islam)
- Klaas Jan Mulder (1930-2008), organist, pianist en dirigent (overgestapt naar de Nederlands Gereformeerde Kerken)
- Hilbrand Nawijn (1948), advocaat, politicus (ARP, CDA, LPF, Lijst Hilbrand Nawijn, Partij voor Nederland, minister van Vreemdelingenzaken en Integratie)
- Berend Schoep (1928-2007), predikant (overgestapt naar de Gereformeerde Kerken in Nederland)
- Reinier Sonneveld (1978), theoloog en publicist (overgestapt naar een huiskerk in Utrecht)
- Henk Vredeling (1924-2007), landbouwkundige en politicus (PvdA, minister van Defensie)
- Bert de Vries (1938), oud-politicus (ARP, CDA, fractievoorzitter en minister van Sociale Zaken) (overgestapt naar de Nederlands Gereformeerde Kerken)
- Cornelis van der Waal (1919-1980), theoloog en predikant (verbleef later in Zuid-Afrika en scheidde daar af)

#### Historisch
- Deddens, D., M. te Velde, Vrijmaking – Wederkeer: vijftig jaar vrijmaking in beeld gebracht, 1944-1994 (Barneveld, 1994)
- Douma, J. Hoe gaan wij nu verder? (Kampen, 2001)
- Kuiper, R., W. Bouwman, Vuur en vlam. Aspecten van het vrijgemaakt-gereformeerde leven, 1944-1969 (2004)
- Dolf te Velde (red). Erik de Boer, Geranne Tamminga, Gereformeerde theologie stroomopwaarts, terugkijken op 75 jaar vrijmaking (2021)

## Archieven
De archieven van de GKv zijn of worden overgebracht naar het Archief- en Documentatiecentrum van de Nederlandse Gereformeerde Kerken (ADC) te Kampen en zijn, voor zover openbaar, daar te raadplegen.